# Viaje rápido
El viaje rápido o teletransportación es una mecánica de videojuegos, utilizada en títulos de mundo abierto y que permite al personaje jugador viajar instantáneamente entre dos localizaciones previamente descubiertas, sin tener que recorrer esta distancia en tiempo real. Usualmente esta mecánica se activa en puntos de viaje rápido o de teletransporte. Este es un tipo de transporte que se utiliza específicamente para recorrer el vasto mundo dentro del juego antes que para moverse dentro de un nivel o zona concreta. En ocasiones el tiempo dentro del juego también pasa mientras se usa el viaje rápido, mientras que en otros casos el viaje ya está implícito o el jugador es teletransportado por medios mágicos o tecnológicos. Aunque esta mecánica se usa típicamente como una manera de brindar comodidad al jugador, también ha sido criticada por restar valor al diseño de los videojuegos, ya que algunos mundos o misiones se diseñan para incorporar el viaje rápido a expensas de profundidad, que sea memorable o realismo.

## Características
El viaje rápido normalmente se realiza desde un menú dentro del juego al acceder, ya sea a un mapa del mundo o a un objeto que permita el viaje y sirva de punto de guardado. El jugador se teletransporta inmediatamente de una localización a otra, a veces pasando el tiempo dentro del juego entre ambos puntos, como si hubiese viajado directamente a su destino.
Algunos juegos tienen restricciones al número de viajes rápidos que se pueden realizar, generalmente al requerir el uso de algún objeto consumible cada vez, como puede ser una tienda de campaña o un talismán mágico. Otros juegos permiten viajes rápidos ilimitados sin penalización alguna. Por ejemplo, el videojuego Genshin Impact permite el uso ilimitado del viaje rápido para teletransportarse a cualquier localización del mapa, pero requiere del uso de un objeto consumible considerado un "punto de referencia portátil" para ser desplegado durante siete días y usar el viaje rápido a cualquier sito más específico.
Los caballos y coches se usan con frecuencia como sustitutos parciales del viaje rápido, ya que permiten viajar más rápido, aunque no de manera instantánea, por el mundo.

## Recepción
GameCrate denominó al viaje rápido como una "gran comodidad" que hace el juego "llamativo para las masas" y ayuda a los jugadores que tienen un "horario ajustado", pero sugiere que los jugadores no lo utilicen para tener una mejor experiencia. Brendan Caldwell, de la revista Rock, Paper, Shotgun fue más lejos al expresar su descontento con el viaje rápido, afirmando que él disfrutaba Skyrim mucho más después de descargar un mod que permitía desactivar la mecánica del viaje rápido. Afirmó que el "viaje rápido elimina toda sensación de distancia real", citando a Dark Souls, un videojuego que fue diseñado en torno a recorrer andando, evocando así mucho más el concepto y emociones de un viaje, y afirmando también que la eliminación de cualquier aburrimiento también elimina la sensación de una "misión real". Al contraargumentar que los jugadores se aburrirían demasiado si se vieran forzados a viajar manualmente a todas partes, Caldwell declaraba que él obligaría a los diseñadores de videojuegos a hacer un mundo por el que fuese interesante viajar andando.
Patricia Hernández, del medio Kotaku, afirmó que jugar a Fallout 4 sin utilizar el viaje rápido "transformó por completo" su experiencia con el juego. De manera similar, Kirk Hamilton sugirió usar menos el viaje rápido en el juego The Legend of Zelda: Breath of the Wild.